# Grafičko korisničko sučelje
GUI (eng. graphical user interface) grafičko korisničko sučelje je način interakcije čovjeka s računalom kroz manipulaciju grafičkim elementima i dodacima uz pomoć tekstovnih poruka i obavijesti. 
GUI programi prikazuju vizualne elemente poput: 
- ikona (sličice na desktopu, tj. pozadini)
- prozora
- gumbi s tekstom i/ili slikama
- okviri za unos teksta
- potvrdni okvir (kvadratići za odabir i tipa - moguće je odabrati više kvadratića - eng. check box)
- radijski gumb (kružići za odabir ili tipa  - moguće je odabrati samo jedan kružić - eng. radio button)

Prethodnici GUI programa su izumljeni na Stanfordskom fakultetu, na čelu s Douglasom Englebartom i koristili su tekstualne poveznice za upravljanje. Kasnije su istraživači na Xerox PARC-u unaprijedili i otišli dalje od samo tekstualnih poveznica i počeli su koristiti grafičko sučelje za njihovo Alto računalo. To je bio prethodnik svih današnjih grafičkih sučelja, zvao se PUI. PUI je i tada koristio prozore, menije, gumbe, kvadratiće za odabir, ikone kao i uključivanje nekih pokaznih uređaja kao što je npr. miš. 
Prvi put ga je iskoristio Apple na svojim Macintosh računalima i operativnim sustavima, dok je kasnije Microsoft kopirao Appleove ideje u njihovim prvim verzijama Windows operativnog sustava. Primjeri nekih grafičkih sučelja su Mac OS, Microsoft Windows, NEXTSTEP i X Window System od kojeg su nastali Qt (KDE), GTK+ (GNOME), i Motif (CDE).
Pomoću grafičkog sučelja uporaba današnjih računala je mnogo jednostavnija nego u doba DOS operativnog sustava koji je bio prilično negostoljubljiv prema novim korisnicima računala. Većina današnjih operativnih sustava ima mogućnost uporabe grafičkog sučelja, dakle kursora, ikona, prozora i drugih elemenata. 

## Vrste grafičkih sučelja
Grafička sučelja koja se ne temelje na PUI-u se najčešće susreću u računalnim igrama kao i u naprednim sučeljima temeljenim na virtualnoj stvarnosti. Danas se istražuje novo sučelje nazvano Zooming User Interface ili ZUI koji kombinira trodimenzionalno kretanje s 2D slikom. 
Neka grafička sučelja su napravljena isključivo za jednu namjenu, to je bio primjer s Atari ST računalom u 1986. godini kad je predstavljeno grafičko sučelje s ekranom osjetljivim na dodir. Danas se grafičko sučelje ne koristi samo u računalima, danas ga koriste i razni govorni aparati, informacijski kiosci kao i monitori u industrijskim postrojenjima koji pokreću operativne sisteme u realnom vremenu (RTOS). Neki najnoviji mobiteli također imaju grafička sučelja s ekranima osjetljivim na dodir. 

## GUI protiv CLI
Grafičko sučelje je predstavljeno kao odgovor na tekstualno (CLI) sučelje koje je računalom upravljalo isključivo preko teksta i naredbenog retka. CLI je bio manje upotrebljiv nego GUI te je bio mnogo kompliciraniji za naučiti jer je koristio tekstualne naredbe (kao u DOS operativnom sustavu). Neki današnji operacijski sustavi sadrže oba sučelja, iako se grafičko više koristi.

## Vanjske poveznice
- Marcin Wichary, GUIdebook galerija grafičkih sučelja: preko 5500 slika sučelja, programa i ikona
- Stvarna povijest GUI-a  Arhivirana inačica izvorne stranice od 9. ožujka 2004. (Wayback Machine) članak Mikea Tucka
- Povijest grafičkog sučelja Jeremy Reimer, Ars Technica
- Linux nije Windows